# Matelea lanata
Matelea lanata là một loài thực vật có hoa trong họ La bố ma. Loài này được (Zucc.) Woodson mô tả khoa học đầu tiên năm 1941.